# Andrej Kirilenko
Andrej Gennadjevitj Kirilenko (ryska: Андрей Геннадьевич Кириленко), född 18 februari 1981 i Izjevsk i Ryssland, är en rysk före detta basketspelare. Han spelade som small forward för bland andra Utah Jazz i NBA under tio säsonger, 2001–2011. Eftersom hans initialer är A.K och hans nummer på NBA-tröjan var 47 så kallades han "AK47".

## Landslagsspel
Andrej Kirilenko tog OS-brons i herrbasket vid olympiska sommarspelen 2012 i London.

## Lag
- Spartak St Petersburg (1997–1998)
- CSKA Moskva (1998–2001)
- Utah Jazz (2001–2011)
- CSKA Moskva (2011–2012)
- Minnesota Timberwolves (2012–2013)
- Brooklyn Nets (2013–2014)
- CSKA Moskva (2015)